# Maison du carnaval de la Combe froide
La maison du carnaval de la Combe froide (en patois valdôtain, Meison di carnaval de la Coumba freida) est un musée ethnographique situé à Allein, en Vallée d'Aoste.

## Description

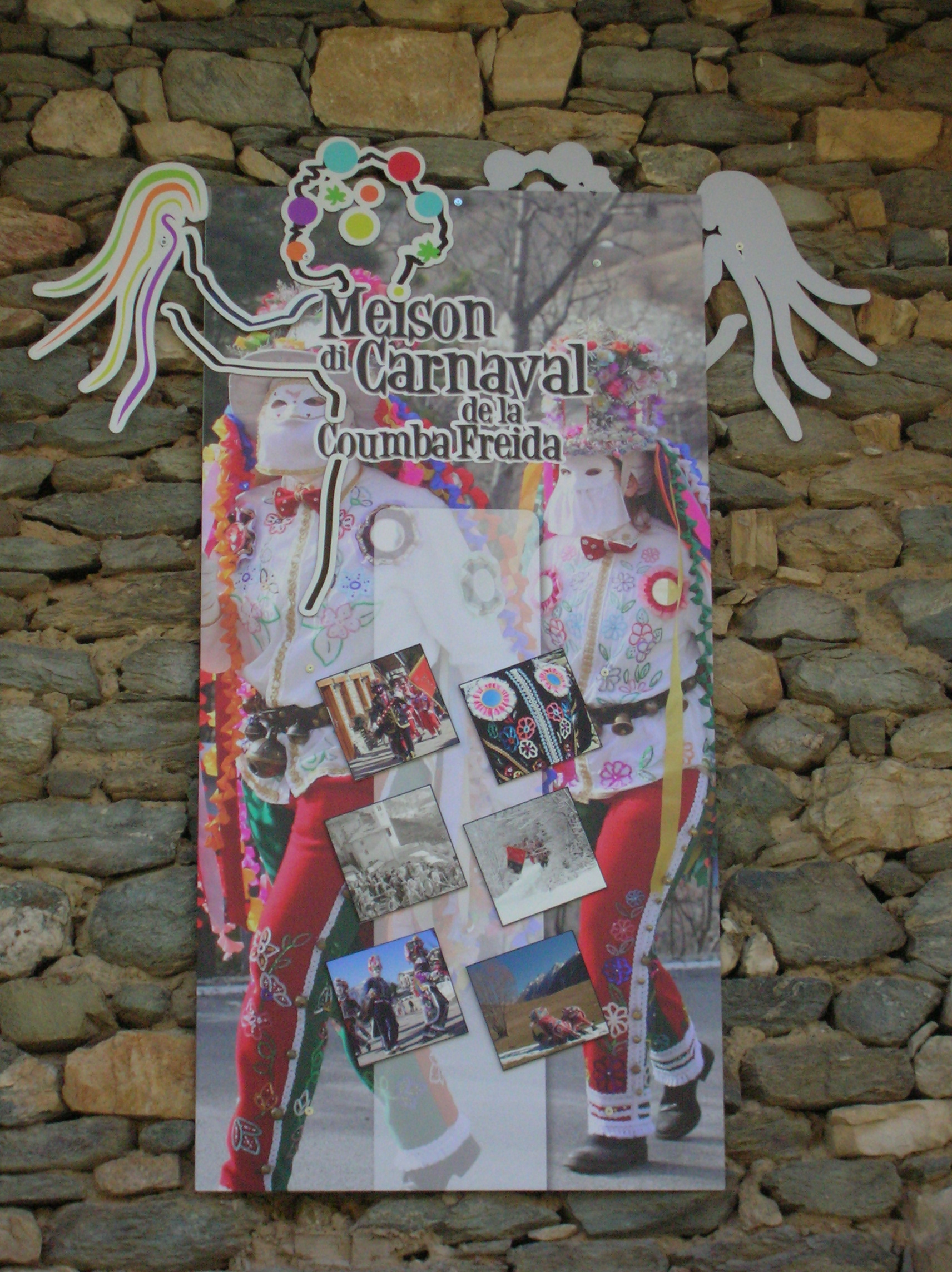
Plaque à l'entrée du musée.

Le musée a été inauguré en juin 2006 et ouvert au public en 2012.
Il est dédié au carnaval des différentes communes de la Combe froide : Allein, Ollomont, Valpelline, Doues, Étroubles, Bionaz, Gignod, Roisan, Saint-Oyen et Saint-Rhémy-en-Bosses.

## La maison forte d'Ayez

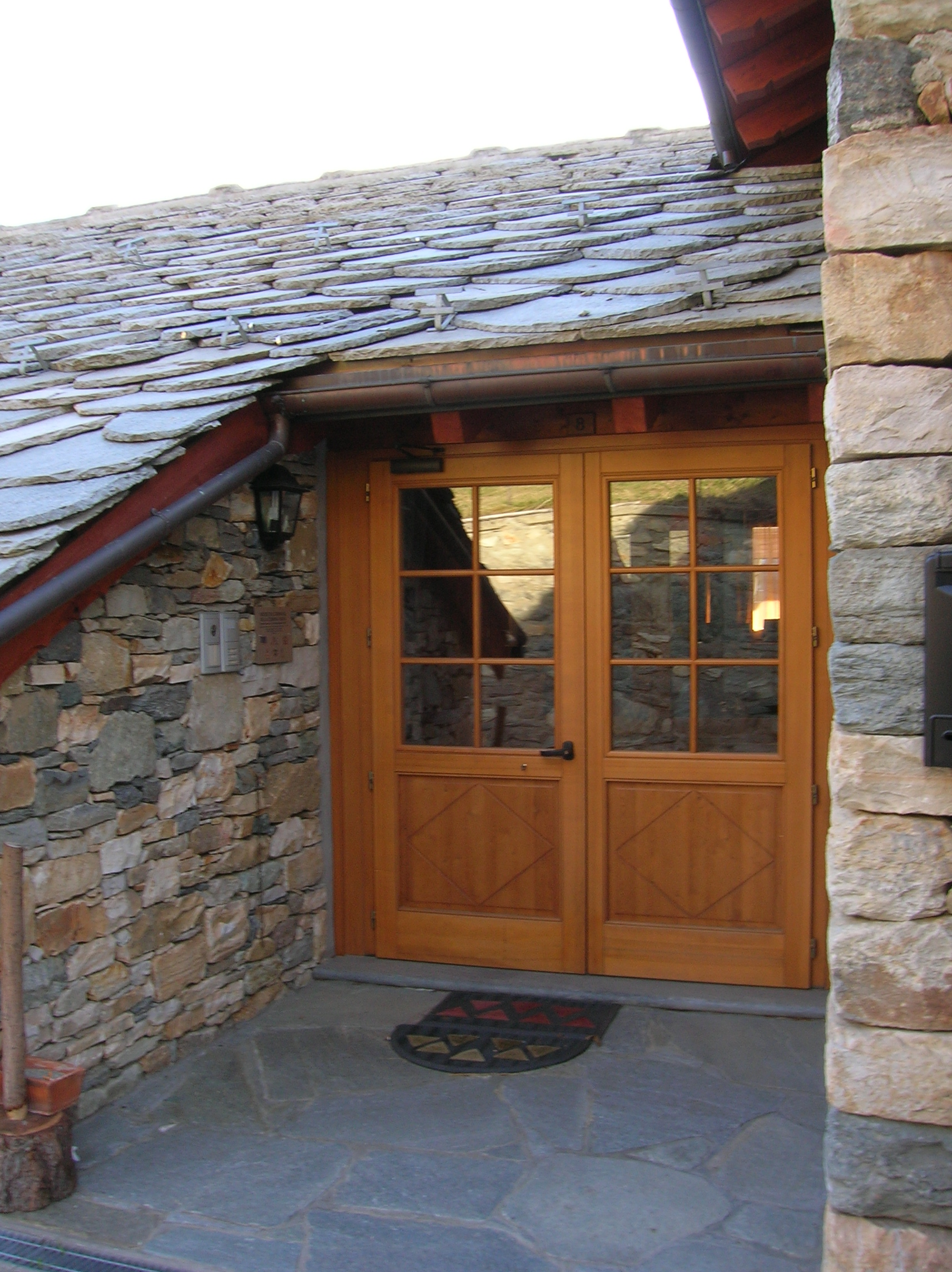
L'entrée du musée
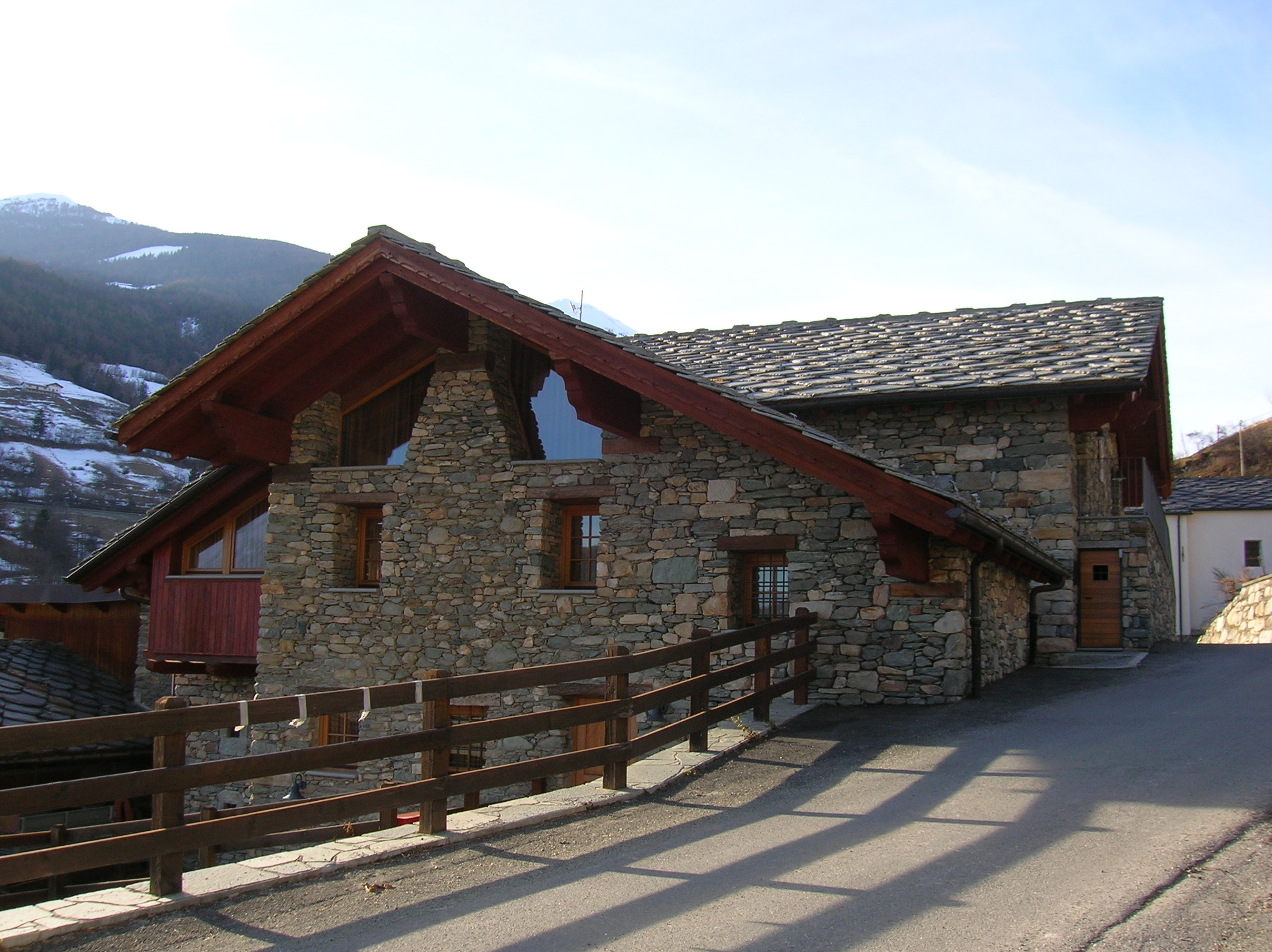
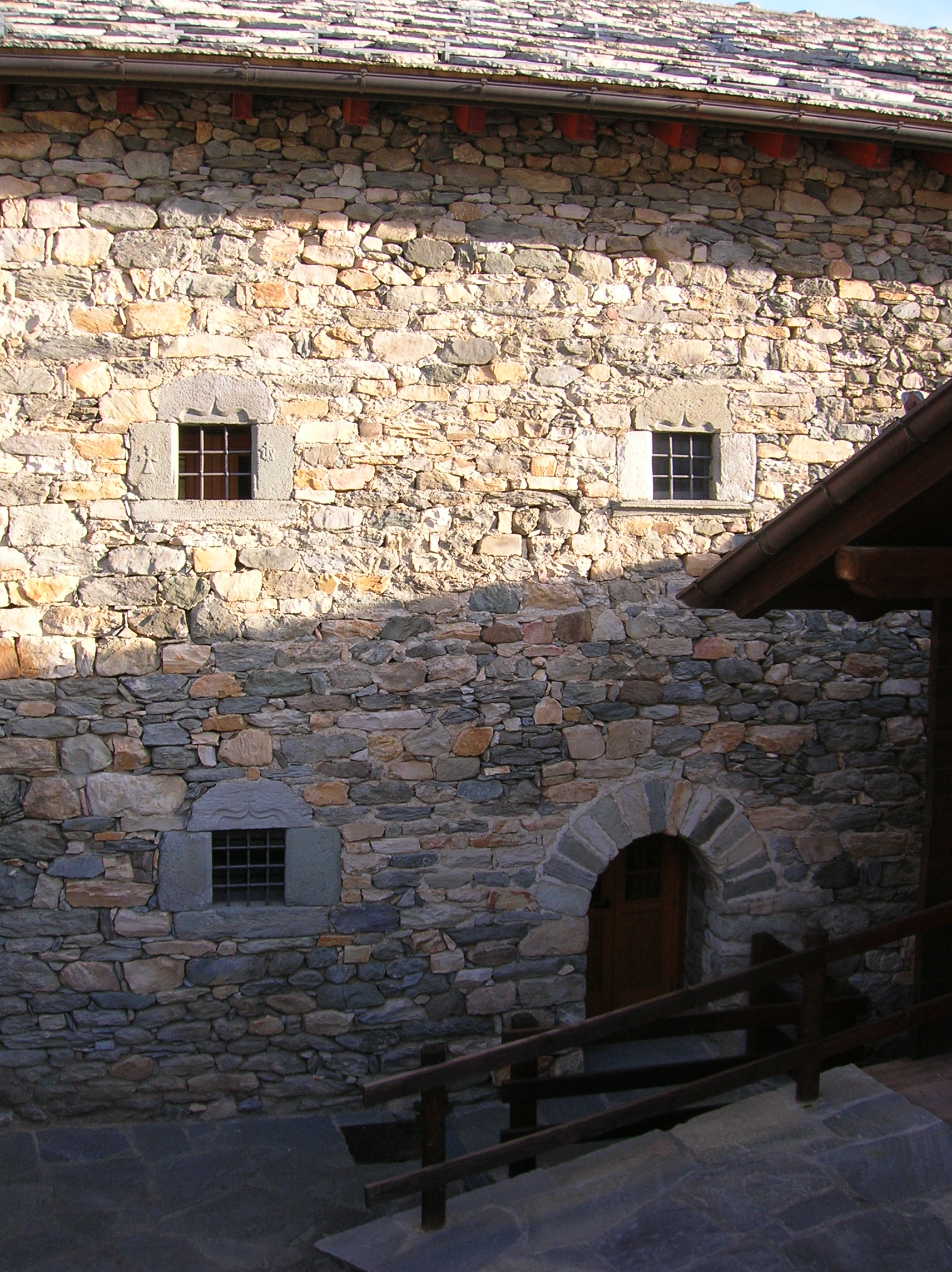
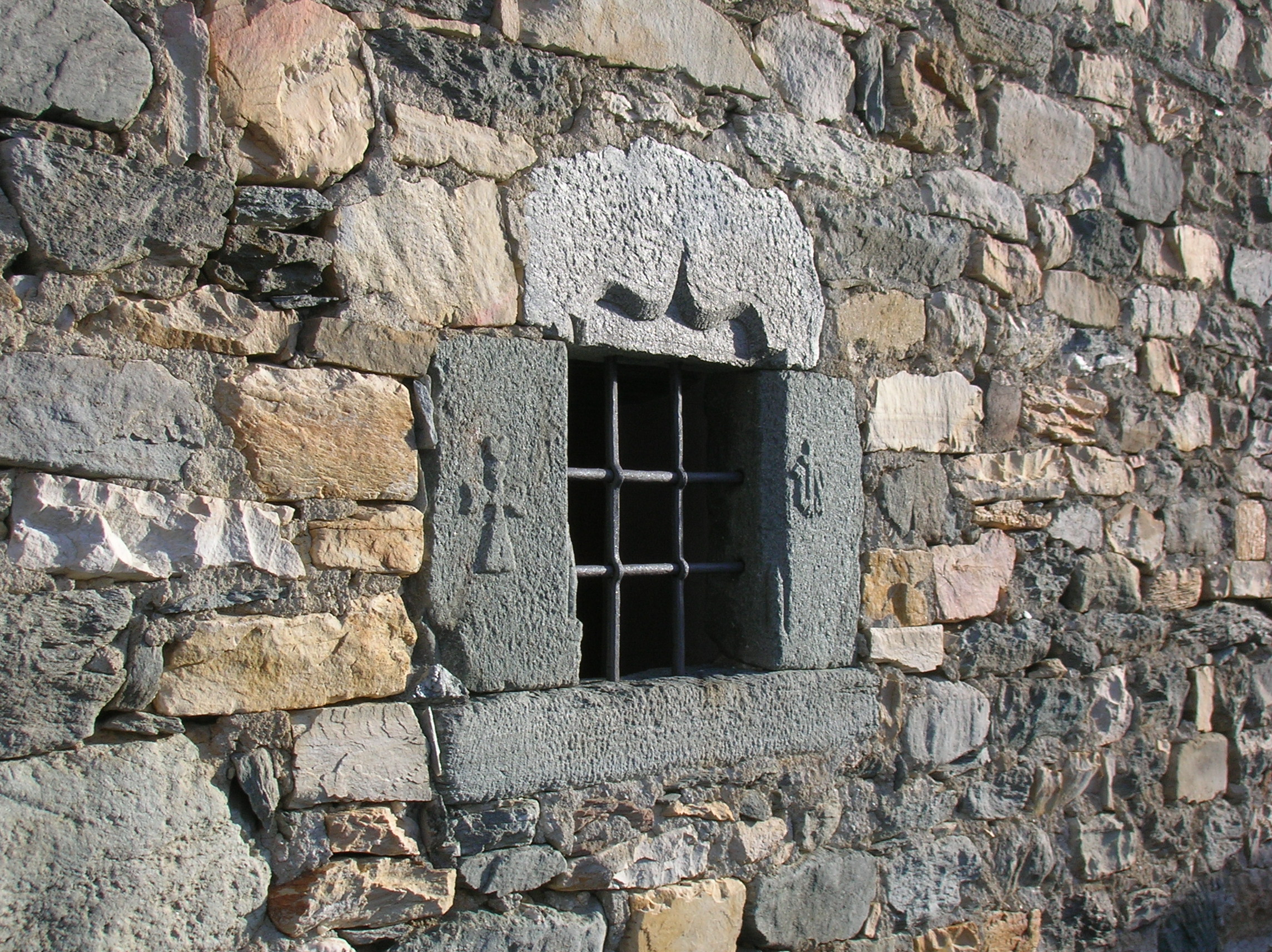